# 奧托·馮·孟喬森
奧托·馮·孟喬森（德語：Otto von Münchhausen，1716年6月11日—1774年7月13日）是一名德國的植物學家。
他亦是格丁根大學的校長。

## 外部連結
- ADB:Münchhausen, Otto Freiherr von （页面存档备份，存于）. de.wikisource.org (in German)
- GRIN Taxonomy for Plants. USDA